# Казанкап
Казанкап (каз. Қазанқап) — упразднённое село в Уалихановском районе Северо-Казахстанской области Казахстана. Село входит в состав Карасуского сельского округа. Ликвидировано в 2010 г.

## География
Расположено около озера Коксенгирсор.

## Население
В 1999 году население села составляло 105 человек (56 мужчин и 49 женщин). По данным переписи 2009 года, в селе проживало 7 человек (5 мужчин и 2 женщины).